# Pentatlo moderno nos Jogos Olímpicos de Verão de 2012 - Feminino

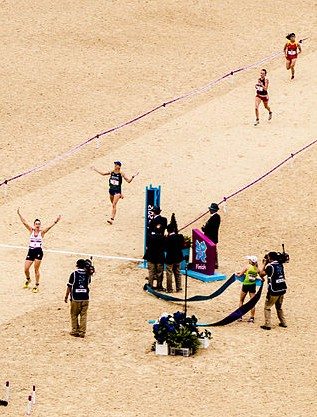
Linha de chegada da competição feminina.

A competição feminina do pentatlo moderno nos Jogos Olímpicos de Verão de 2012 foi realizada no dia 12 de agosto. As provas de esgrima foram realizadas na Copper Box, as competições de natação no Centro Aquático e a prova equestre, a corrida cross-country e o tiro no Greenwich Park.

## Calendário
Horário local (UTC+1)
| Dia          | Horário | Fase                   |
| ------------ | ------- | ---------------------- |
| 12 de agosto | 8:00    | Esgrima                |
| 12 de agosto | 12:35   | Natação                |
| 12 de agosto | 14:35   | Equitação              |
| 12 de agosto | 18:00   | Combinado tiro+corrida |

## Medalhistas
| Ouro   | LTU Laura Asadauskaitė |
| Prata  | GBR Samantha Murray    |
| Bronze | BRA Yane Marques       |

## Resultados

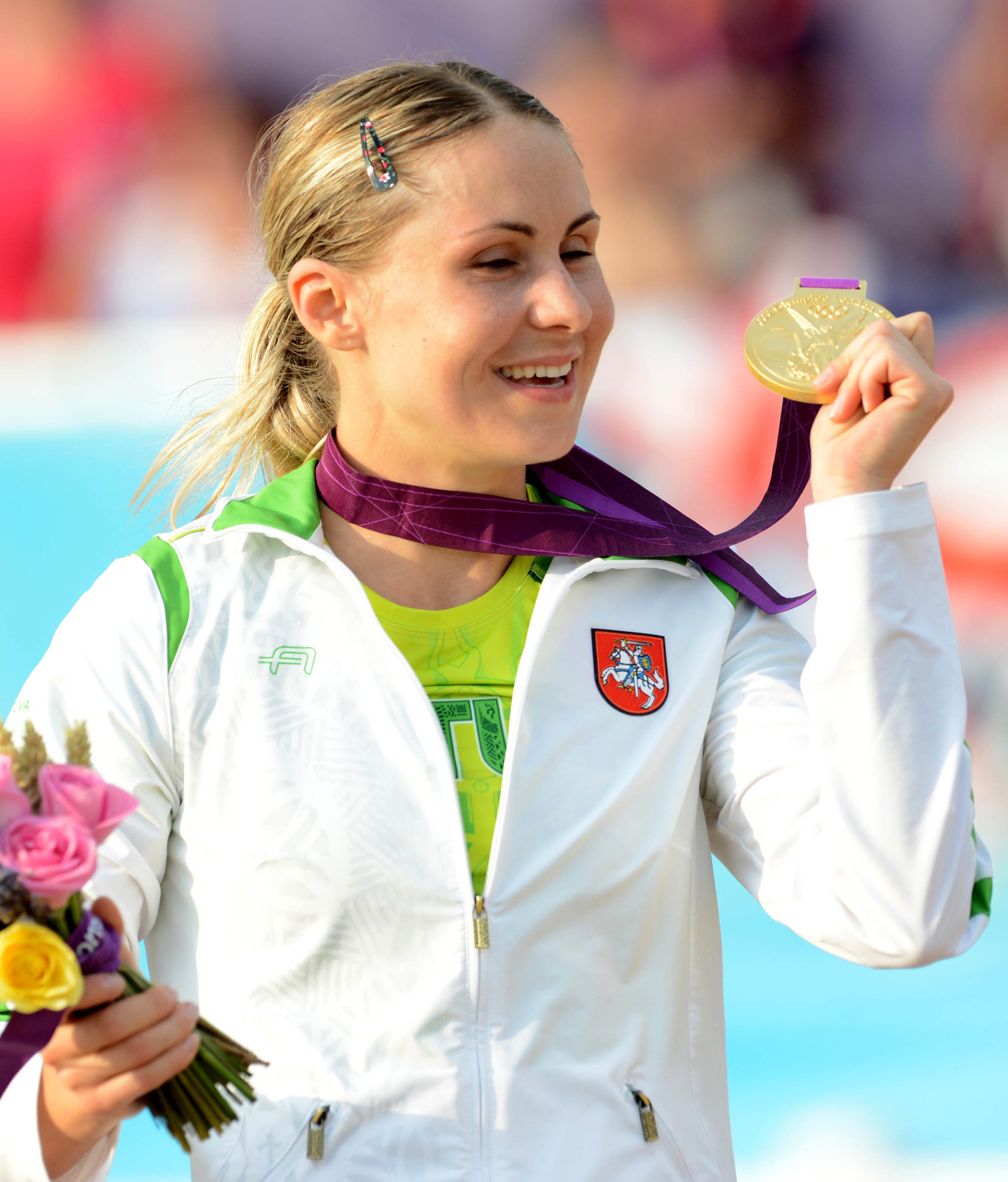
Laura Asadauskaitė conquistou a medalha de ouro.

Um total de 36 pentatletas participaram da prova.
| Pos.              | Pentatleta                  | Esgrima Vitórias (pts) | Natação Tempo (pts) | Equitação Tempo (pts) | Combinado Tempo (pts) | Total |
| ----------------- | --------------------------- | ---------------------- | ------------------- | --------------------- | --------------------- | ----- |
| Medalha de ouro   | LTU Laura Asadauskaitė      | 23 (952)               | 2:18.67 (1136)      | 72.26 (1180)          | 11:55.64 (2140)       | 5408  |
| Medalha de prata  | GBR Samantha Murray         | 18 (832)               | 2:08.20 (1264)      | 80.27 (1140)          | 12:00.59 (2120)       | 5356  |
| Medalha de bronze | BRA Yane Marques            | 21 (904)               | 2:12.39 (1212)      | 77.71 (1152)          | 12:12.08 (2072)       | 5340  |
| 4                 | USA Margaux Isaksen         | 22 (928)               | 2:18.53 (1140)      | 61.56 (1120)          | 11:54.51 (2144)       | 5332  |
| 5                 | CHN Chen Qian               | 21 (904)               | 2:17.77 (1148)      | 85.30 (1120)          | 11:52.20 (2152)       | 5324  |
| 6                 | BLR Anastasiya Prokopenko   | 15 (760)               | 2:28.50 (1020)      | 73.16 (1140)          | 11:06.00 (2336)       | 5256  |
| 7                 | AUS Chloe Esposito          | 14 (736)               | 2:12.28 (1216)      | 76.74 (1156)          | 11:55.40 (2140)       | 5248  |
| 8                 | LAT Jeļena Rubļevska        | 25 (1000)              | 2:26.93 (1040)      | 81.41 (1136)          | 12:17.22 (2052)       | 5228  |
| 9                 | IRL Natalya Coyle           | 19 (856)               | 2:19.17 (1132)      | 72.20 (1160)          | 12:12.45 (2072)       | 5220  |
| 10                | UKR Iryna Khokhlova         | 18 (832)               | 2:16.22 (1168)      | 72.90 (1200)          | 12:32.44 (1992)       | 5192  |
| 11                | CAN Melanie McCann          | 19 (856)               | 2:21.56 (1104)      | 72.20 (1180)          | 12:20.23 (2040)       | 5180  |
| 12                | LTU Gintarė Venčkauskaitė   | 10 (640)               | 2:16.88 (1160)      | 69.57 (1160)          | 11:36.63 (2216)       | 5176  |
| 13                | POL Sylwia Gawlikowska      | 17 (808)               | 2:17.35 (1152)      | 78.78 (1148)          | 12:15.27 (2060)       | 5168  |
| 14                | CHN Miao Yihua              | 20 (880)               | 2:19.31 (1132)      | 81.87 (1136)          | 12:26.31 (2016)       | 5164  |
| 15                | GER Lena Schöneborn         | 19 (856)               | 2:19.76 (1124)      | 92.43 (1052)          | 11:58.18 (2128)       | 5160  |
| 16                | EGY Aya Medany              | 20 (880)               | 2:18.70 (1136)      | 79.27 (1124)          | 12:31.92 (1996)       | 5136  |
| 17                | RUS Ekaterina Khuraskina    | 18 (832)               | 2:29.07 (1012)      | 68.81 (1160)          | 11:59.04 (2124)       | 5128  |
| 18                | FRA Amélie Cazé             | 19 (856)               | 2:11.33 (1224)      | 74.59 (1180)          | 13:08.71 (1848)       | 5108  |
| 19                | POL Katarzyna Wójcik        | 16 (784)               | 2:20.94 (1112)      | 62.74 (1140)          | 12:17.69 (2052)       | 5088  |
| 20                | HUN Adrienn Tóth            | 24 (976)               | 2:17.32 (1156)      | 72.35 (1100)          | 13:06.33 (1852)       | 5084  |
| 21                | GBR Mhairi Spence           | 19 (856)               | 2:16.51 (1164)      | 81.85 (1096)          | 12:46.23 (1936)       | 5052  |
| 22                | CZE Natálie Dianová         | 17 (808)               | 2:13.78 (1196)      | 86.79 (1056)          | 13:33.61 (1988)       | 5048  |
| 23                | UKR Victoria Tereshchuk     | 14 (736)               | 2:16.07 (1168)      | 88.64 (1068)          | 12:24.64 (2024)       | 4996  |
| 24                | KOR Yang Soo-Jin            | 14 (736)               | 2:17.93 (1148)      | 65.98 (1120)          | 12:40.71 (1960)       | 4964  |
| 25                | ITA Claudia Cesarini        | 15 (760)               | 2:22.77 (1088)      | 89.15 (1044)          | 12:25.66 (2020)       | 4912  |
| 26                | GER Annika Schleu           | 12 (688)               | 2:20.01 (1120)      | 74.16 (1140)          | 12:46.04 (1936)       | 4884  |
| 27                | ITA Sabrina Crognale        | 20 (880)               | 2:24.24 (1072)      | 78.56 (1128)          | 13:27.22 (1772)       | 4852  |
| 28                | USA Suzanne Stettinius      | 11 (664)               | 2:22.29 (1096)      | 71.40 (1120)          | 12:42.84 (1952)       | 4832  |
| 29                | CAN Donna Vakalis           | 17 (808)               | 2:22.19 (1096)      | 104.64 (844)          | 12:10.03 (2080)       | 4828  |
| 30                | JPN Shino Yamanaka          | 7 (568)                | 2:30.36 (996)       | 76.02 (1136)          | 11:58.56 (2128)       | 4828  |
| 31                | FRA Élodie Clouvel          | 15 (760)               | 2:09.87 (1244)      | 90.63 (1060)          | 13:44.50 (1704)       | 4768  |
| 32                | BLR Hanna Vasilionak        | 16 (784)               | 2:32.87 (968)       | 101.92 (1016)         | 12:49.61 (1924)       | 4692  |
| 33                | HUN Sarolta Kovács          | 11 (664)               | 2:08.11 (1264)      | DNF (420)             | 12:43.69 (1948)       | 4396  |
| 34                | JPN Narumi Kurosu           | 8 (592)                | 2:22.39 (1092)      | 144.18 (704)          | 13:52.94 (1672)       | 4060  |
| 35                | RUS Evdokia Gretchichnikova | 22 (928)               | 2:26.75 (1040)      | DNF (0)               | 12:59.87 (1884)       | 3852  |
| 36                | MEX Tamara Vega             | 16 (784)               | 2:18.72 (1136)      | DNF (460)             | DNS (0)               | 2380  |

Legenda
| Recorde mundial      | Recorde mundial (World record)               |                       | Recorde africano                      | Recorde africano (African) |                                           | Q | Classificado por posição (Qualified) |
| Recorde olímpico     | Recorde olímpico (Olympic record)            | Recorde da América    | Recorde da América (Americas)         | q                          | Classificado por melhor tempo (Qualified) |   |                                      |
| Melhor marca do ano  | Melhor marca do ano (World leading)          | Recorde asiático      | Recorde asiático (Asian)              | DNS                        | Não largou (Did not start)                |   |                                      |
| Recorde nacional     | Recorde nacional (National record)           | Recorde europeu       | Recorde europeu (European)            | DNF                        | Não terminou (Did not finish)             |   |                                      |
| Recorde pessoal      | Recorde pessoal do atleta (Personal best)    | Recorde da Oceania    | Recorde da Oceania (Oceania)          | DSQ / DQ                   | Desclassificado (Disqualified)            |   |                                      |
| Recorde da temporada | Recorde da temporada do atleta (Season best) | Recorde sul-americano | Recorde sul-americano (South America) | NM                         | Sem marca (No mark)                       |   |                                      |